# YBC 7289

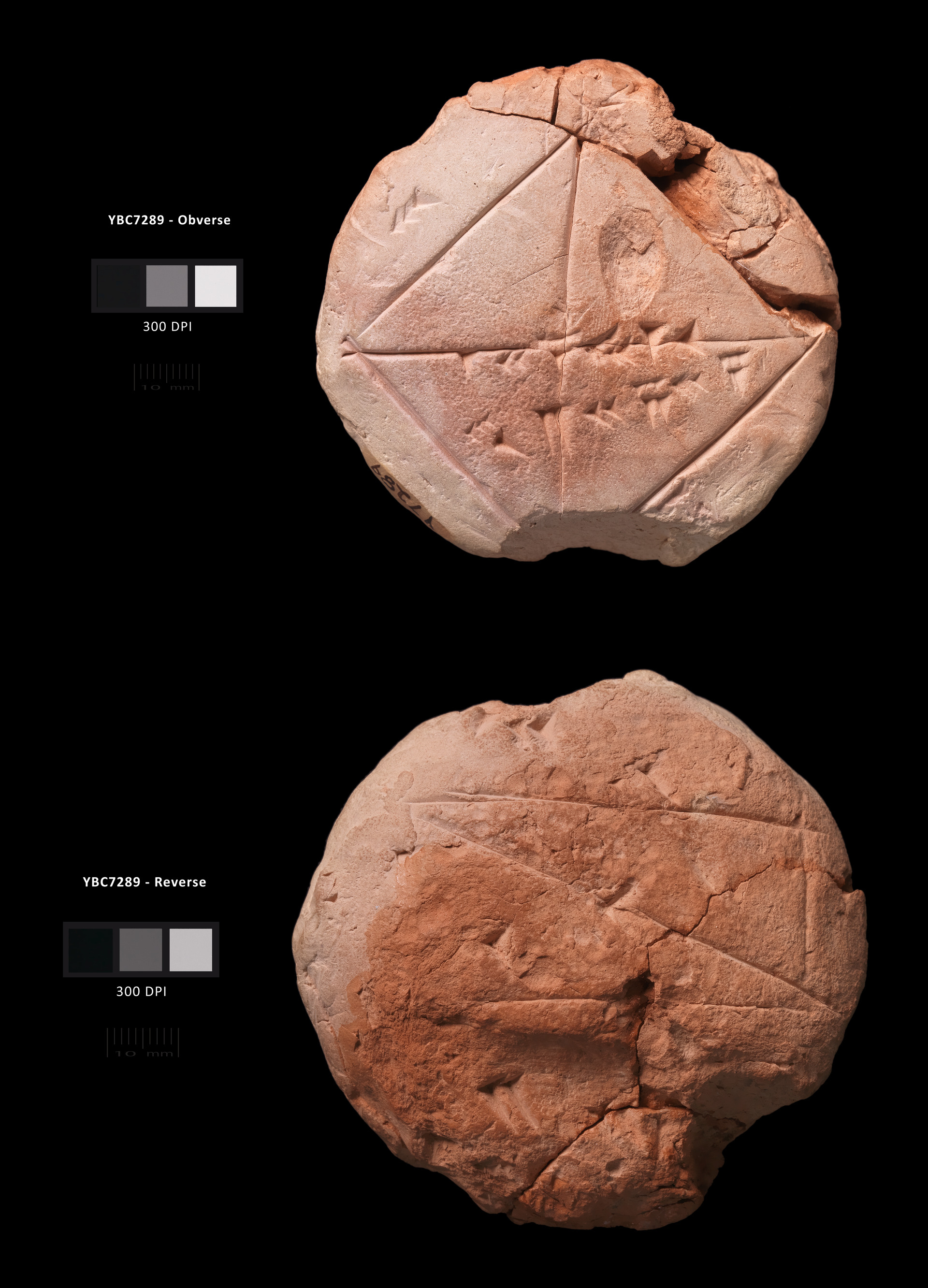
La tablette YBC 7289

La tablette d'argile YBC 7289 (abréviation de Yale Babylonian Collection, no 7289)  est une pièce archéologique de la période paléo-babylonienne écrite en cunéiforme et traitant de mathématiques. Son intérêt réside dans le fait qu'elle est la plus ancienne représentation connue d'une valeur approchée de la racine carrée de deux, notée aujourd'hui √2. Depuis 1912, elle est en la possession de l'université Yale.

## Description

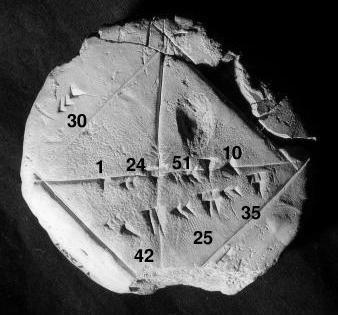
La tablette YBC 7289 avec des annotations traduisant les nombres écrits dans le système babylonien.

Cette tablette a la forme d'un disque d'environ 8 cm de diamètre et 8 mm d'épaisseur.
Une face  représente un carré et ses diagonales. Elle comporte les inscriptions suivantes en numération babylonienne :
| Inscriptions babyloniennes | Valeurs décimales | Position                |
| -------------------------- | ----------------- | ----------------------- |
| 30                         | 30                | côté du carré           |
| 1 · 20 · 4 · 50 · 1 · 10   | 1 24 51 10        | le long d'une diagonale |
| 40 · 2 · 20 · 5 · 30 · 5   | 42 25 35          | sous cette diagonale    |

Au revers, on distingue les traces grandement effacées d'un problème qui semble concerner un rectangle de dimension 3 × 4 et diagonale 5.
Les suites de nombres basées sur un système sexagésimal peuvent se traduire en système décimal de la manière suivante :
- {\displaystyle \mathbf {1} +{\frac {\mathbf {24} }{60}}+{\frac {\mathbf {51} }{60^{2}}}+{\frac {\mathbf {10} }{60^{3}}}={\frac {305\,470}{216\,000}}\ (\approx 1{,}414\,212\,96)}
- {\displaystyle \mathbf {42} +{\frac {\mathbf {25} }{60}}+{\frac {\mathbf {35} }{60^{2}}}={\frac {152\,735}{3600}}\approx 30{\sqrt {2}}\ (\approx 42{,}426\,388\,9)}

## Histoire
La tablette YBC 7289 a probablement été écrite par un scribe babylonien de la première dynastie, ce qui la situe entre 1900 et 1600 av. J.-C.. La forme et les dimensions de la tablette laissent supposer qu'elle a été écrite, dans le sud de l'Irak actuel, par un apprenti scribe utilisant des valeurs connues issues d'une liste. De telles tablettes, rondes et petites (entre 8 et 12 cm en général) tenaient aisément dans la main.
Elle a été achetée vers 1912 et publiée pour la première fois en 1945. Elle est actuellement conservée à l'université Yale.
Il s'agit de l'un des premiers objets mathématiques connu, et de l'une des plus anciennes traces d'une pensée scientifique.

## Analyse

Schéma de la tablette YBC 7289.

Les trois nombres inscrits sur la tablette sont liés par la relation : {\displaystyle 30\times 1{,}414\,212\,96\approx 42{,}426\,388\,9}. Ce qui peut se traduire par : la longueur de la diagonale d'un carré de côté 30 s'obtient en multipliant 30 par 1,414 212 96, énoncé général, même s'il est donné dans un cas particulier.
La précision de cette valeur de la racine carrée de 2 est exceptionnelle, puisque proche du millionième. Les évaluations antérieures donnaient la suite « 1 ; 25 », ce qui représente environ 1,4167 (précision au millième). Cette précision n'a peut-être été dépassée que 2 500 ans plus tard, par l'Indien Govindashwamin ; le plus étonnant est que la valeur calculée au millième est largement suffisante pour toutes les applications pratiques (comme par exemple l'architecture).
La tablette YBC 7243, qui donne des listes de nombres, contient, dans sa dixième ligne :
« 1 24 51 10, la diagonale du carré »
sous-entendu : il faut multiplier le côté du carré par 1 24 51 10 pour obtenir sa diagonale. La tablette YBC 7289 consistait peut-être à calculer la diagonale d'un carré de côté 30 à partir d'une liste semblable à celle de YBC 7243.

### Pourquoi 30?
Le système de numération babylonien ne permet pas de noter la valeur exacte d'un nombre, mais seulement celle-ci à un exposant 60 près. Ainsi  peut-il signifier 30 comme 30×60, 30×60² ou 30/60, c'est-à-dire 1/2, etc.
Une hypothèse à première vue moins arbitraire est que  « 30 » représente le nombre 1/2. Le nombre      représenterait alors √2/2, soit 1/√2. Ainsi, la tablette donnerait, en valeurs approchées, un couple de nombres réciproques correspondant  aux deux nombres inverses l'un de l'autre : √2 et √2/2. Cette hypothèse est confortée par le fait que des couples de nombres réciproques apparaissent souvent dans les tablettes mathématiques babyloniennes : les scribes, plutôt que de diviser, multipliaient par l'inverse et de nombreuses tablettes contenant des listes de couples de nombres réciproques ont été retrouvées.
Mais David Fowler et Eleanor Robson voient plutôt dans cette tablette le calcul d'un élève sur la diagonale d'un carré de côté 30 ninda (un ninda vaut environ 6 mètres), le 30 provenant cette fois du fait que le carré étudié serait un carré classique, intervenant dans de nombreux problèmes, inscrit dans un carré de côté 1 UŠ, c'est-à-dire 60 ninda. Le premier nombre sur la diagonale serait alors un coefficient multiplicateur (approximation de √2) recopié à partir d'une table et le second une longueur exprimée en ninda.

## Calcul
La tablette ne donne aucune indication à propos de la méthode utilisée pour obtenir cette approximation. Une hypothèse est que celle-ci a été obtenue par une méthode itérative mathématiquement équivalente à celle connue plus tard sous le nom de méthode de Héron. Fowler et Robson ont proposé une reconstitution s'appuyant d'une part sur certaines procédures calculatoires décrites dans d'autres tablettes, d'autre part sur des justifications géométriques par « coupé-collé » d'aires dont, à la suite des travaux de Jens Hoyrup, beaucoup d'historiens pensent qu'elles sous-tendent les calculs des mathématiques de l'époque. 
Traduite algébriquement la procédure décrite par Fowler et Robson s'appuie sur le fait que si a est une approximation de √N, alors  a+1/2(N − a2)/a en est une meilleure. Si on part de l'approximation 3/2 pour √2, on aboutit ainsi à l'assez bonne approximation 17/12, 1;25 en sexagésimal, qui est aussi présente dans les tablettes paléo-babyloniennes. 
Il n'existe pas de témoignage d'une itération de ce processus. Pour le calcul de la division les mathématiques mésopotamiennes procèdent par multiplication par l'inverse, à l'aide de tables de réciproques. Pour la seconde itération se pose le problème de la division par 17/12 qui n'est pas régulier : son inverse n'a pas d'écriture finie en base 60. Une possibilité est d'utiliser une approximation de l'inverse à quatre places sexagésimales, et cela conduit, au prix d'une approximation supplémentaire, à la valeur de la tablette YBC 7289,.
Par ailleurs la procédure, bien que mathématiquement équivalente à la méthode de Héron (a ↦ 1/2(a +N/a)), est plus pénible sur le plan calculatoire.